# Ręka, która zadrży

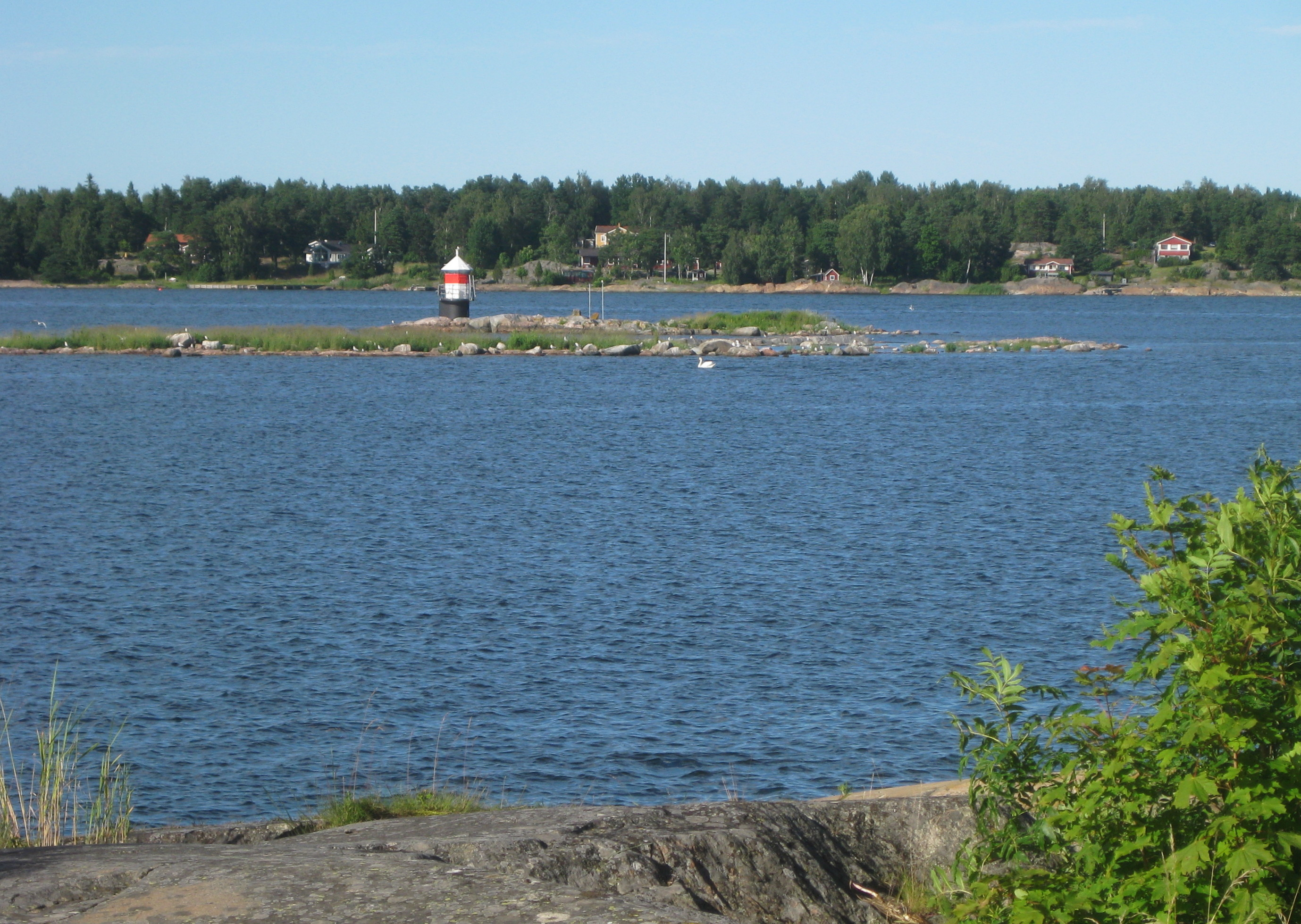
Wybrzeże koło Öregrund – tutaj znaleziono stopę

Ręka, która zadrży (szw. Den hand som skälver) – powieść kryminalna szwedzkiego pisarza Kjella Erikssona z 2007. Polskie wydanie książki ukazało się w 2013 (tłumaczyły Elżbieta Frątczak-Nowotny i Agnieszka Zajda).

## Treść
Jest ósmą częścią kryminalnej serii z detektyw Ann Lindell z Uppsali. Akcja prowadzona jest wielowątkowo. W 1993 Sven-Arne Gothard Edvin Persson, lokalny polityk samorządowy wychodzi nagle z partyjnego posiedzenia i znika bez śladu. Po dwunastu latach znajomy (Jan Svensk) przypadkiem napotyka go w Indiach, gdzie przebywa pod nazwiskiem John Mailer. Jest robotnikiem, który pielęgnuje zieleń w ogrodzie botanicznym Lal Bagh w Bangalurze. W Uppsali Ann Lindell, za namową swojego byłego, a obecnie schorowanego, szefa i mentora Berglunda, wznawia stare, nierozwiązane śledztwo w sprawie zabójstwa poruszającego się na wózku inwalidzkim starca - Nilsa Dufvy, do śmierci zagorzałego zwolennika nazizmu. Jednocześnie nieopodal Öregrund morze wyrzuca na brzeg odciętą ludzką stopę. Śledztwo w tej sprawie prowadzone jest w wyizolowanej osadzie na cyplu Bultudden, zamieszkałym przez kilkanaście osób od dawna związanych z tym terenem i niezbyt chętnie widzących obcych. Ważną dla akcji postacią jest Ante Persson, stryj Svena-Arne, ideowy komunista, uczestnik wojny domowej w Hiszpanii. W trakcie rozwiązywania poszczególnych wątków wiele spraw się ze sobą wiąże, a odwołania do dalekiej historii mają kluczowe znaczenie dla poszczególnych spraw. Poruszona jest też kwestia wykorzystywania seksualnego kobiet z Azji południowo-wschodniej przez bogatych mieszkańców Skandynawii.